# Tõnismäe
Tõnismägi (en français : colline d'Antoine) est une colline de 36 mètres de haut voisine de la colline de Toompea au centre de Tallinn en Estonie.
Tõnismäe est le quartier de la colline dans l'arrondissement de Kesklinn.

## Géographie
En 2019, Tõnismäe compte 1 358 habitants.
Sa superficie  est de 0,22 km2.
Tõnismäe est situé entre les rues Toom-Kuninga tänav et Õllepruuli tänav où le terrain s'élève de 17,5 à 27,5 mètres d'altitude, à environ 100 mètres au nord de Suur-Ameerika tänav.
Le terrain s'élève au nord-est et le point culminant à 31,7 mètres de la colline est situé dans la cour de l'ambassade de la République de Lettonie à Tõnismägi 10.
Les rues du quartier sont: Endla tänav, Hariduse tänav, Kaarli puiestee, Lõkke tänav, Pärnu maantee, Roosikrantsi tänav, Suur-Ameerika tänav, Toom-Kuninga tänav, Tuvi tänav, Tõnismägi, Veetorni tänav.

## Population
| 2008  | 2010  | 2011  | 2012  | 2013  | 2014  | 2015  |
| ----- | ----- | ----- | ----- | ----- | ----- | ----- |
| 1 105 | 1 181 | 1 210 | 1 241 | 1 280 | 1 404 | 1 391 |

| 2016  | 2017  | 2018  | 2019  | 2020  | 2021  | 2022  |
| ----- | ----- | ----- | ----- | ----- | ----- | ----- |
| 1 429 | 1 460 | 1 428 | 1 358 | 1 378 | 1 458 | 1 526 |

## Lieux et monuments
Tõnismäe abrite les ambassades d'Allemagne, de Lettonie et de France, la polyclinique de Tõnismäe de l'Hôpital central de l'Est de Tallinn et l'Institut de langue estonienne.
le lycée français de Tallinn, l'Institut de droit de l'Université de Tartu et la école réelle de Tallinn, la Bibliothèque nationale d'Estonie, le Théâtre VAT et le Théâtre russe.
Vabaduse väljak, le parc Tuvi et le Tõnismäe haljak sont situés à Tõnismäe.

## Histoire

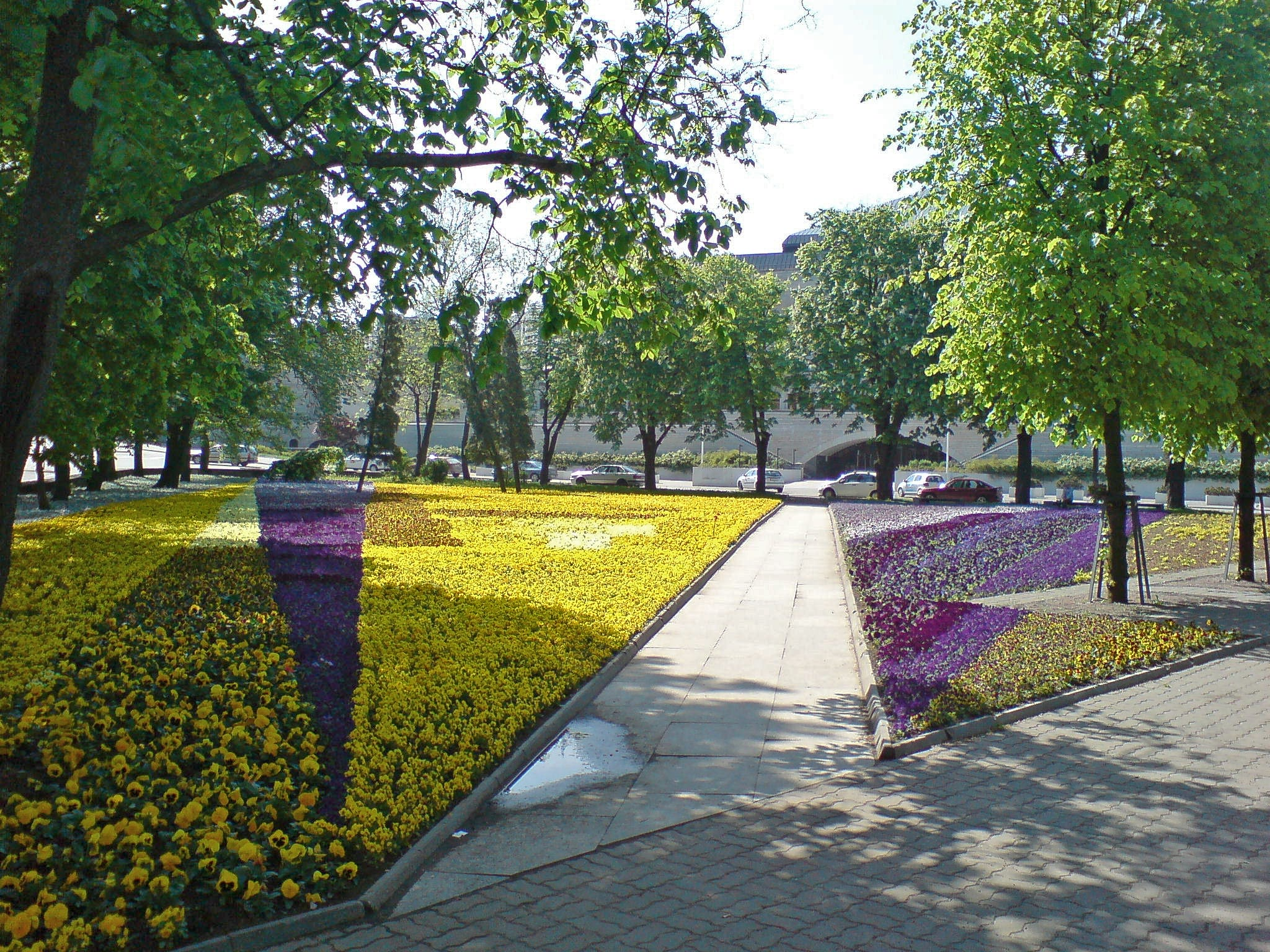
La place où était le Soldat de bronze.

Des fouilles archéologiques ont montré qu'une forêt de chênes couvrait la colline au premier millénaire. Certains chercheurs pensent que l'endroit est habité depuis le XIIe ou XIIIe siècle.
Les premiers écrits évoquant Tõnismägi datent de 1348, quand le conseil de la ville cède l'endroit aux Chevaliers Porte-Glaive.
L'histoire de Tõnismägi a toujours été liée à la religion. La chênaie était probablement un endroit sacré pour les Estoniens. Avant 1348, une chapelle pour Antoine le Grand y est construite avec un cimetière. La chapelle et le cimetière seront détruits probablement vers 1570–1571 ou en 1577 durant la guerre de Livonie.
À la fin de la Guerre de Livonie on ouvre des rues à cet endroit. En 1670, on construit sur Tõnismägi la première Église Charles nommée en l'honneur de Charles XI de Suède.
L’église en bois est utilisée par les Estoniens et par les Finnois locaux.
Cette église sera détruite en août 1710 pendant la grande guerre du Nord. Au XIXe siècle on bâtit une seconde église qui sera détruite en 1870 pour construire la troisième église Kaarli.
Le 25 septembre 1944, les restes de deux soldats soviétiques sont enterrés au milieu de la colline, puis d'autres restes sont enterrés en avril 1945. À la suite de l'inhumation de ces soldats de l'Armée rouge sur Tõnismägi, le 12 juin 1945 la place est nommée le square des libérateurs (en estonien : Vabastajate väljak). Un mémorial est commandé à l'architecte Arnold Alas et est inauguré le  22 septembre 1947, sa partie centrale est une statue de bronze du sculpteur Enn Roos.
En 1964, on lui ajoute une flamme éternelle.
En 2007, quand le gouvernement estonien décide de déplacer le Soldat de bronze, la décision a un retentissement international. La statue et les tombes ont été transférées au cimetière  militaire du quartier de Juhkentali,.

## Galerie

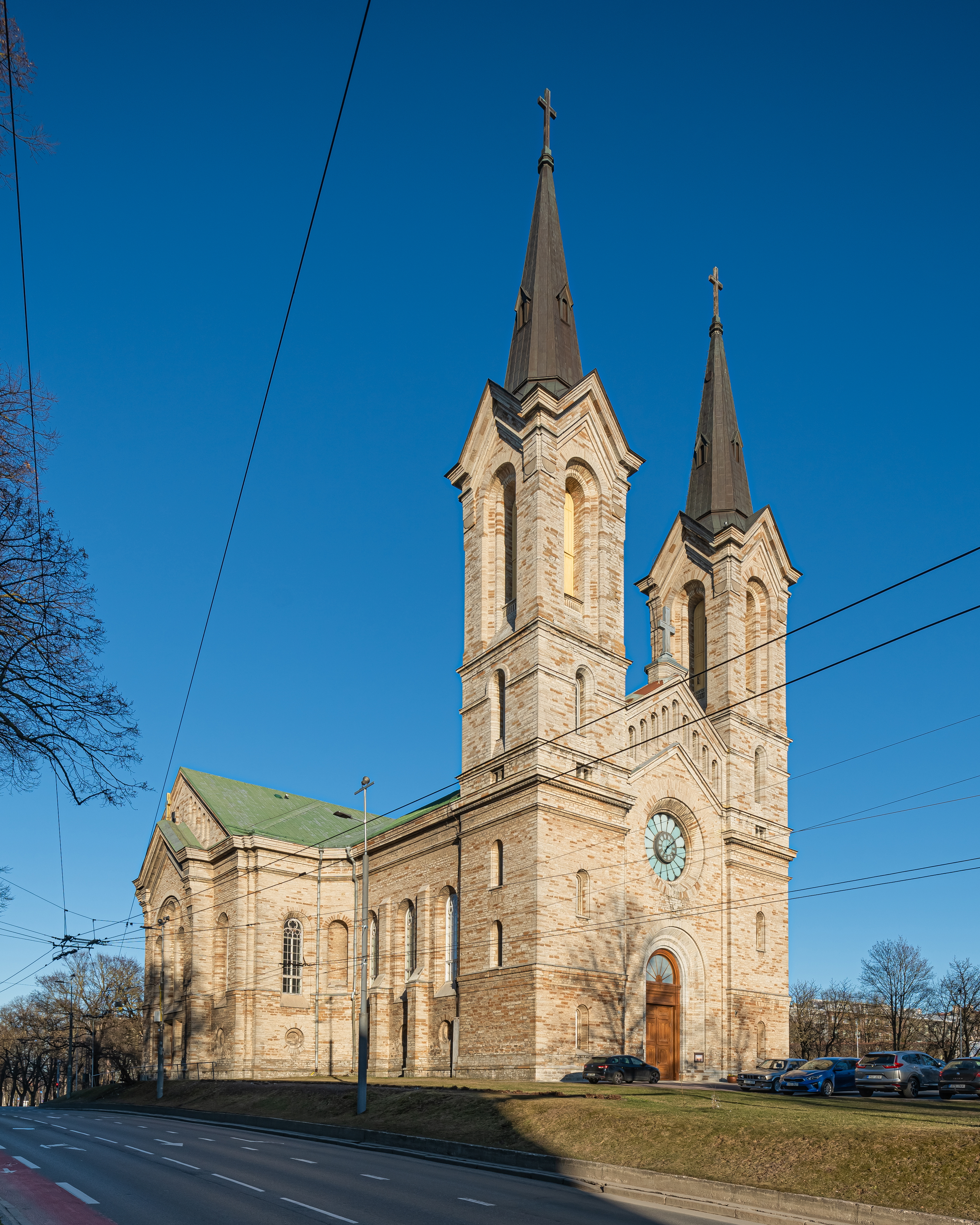
La troisième église Charles.
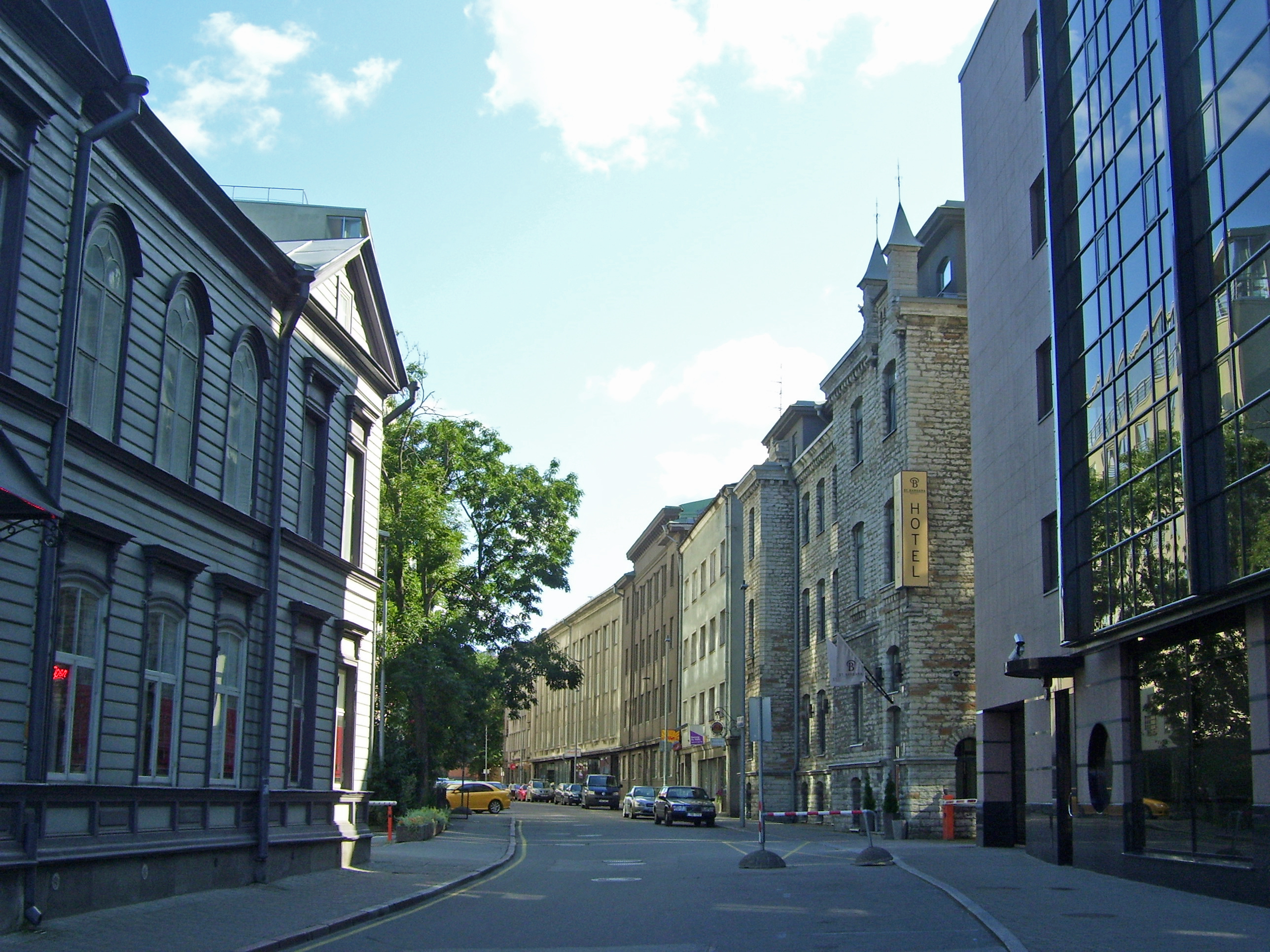
La rue Roosikrantsi.
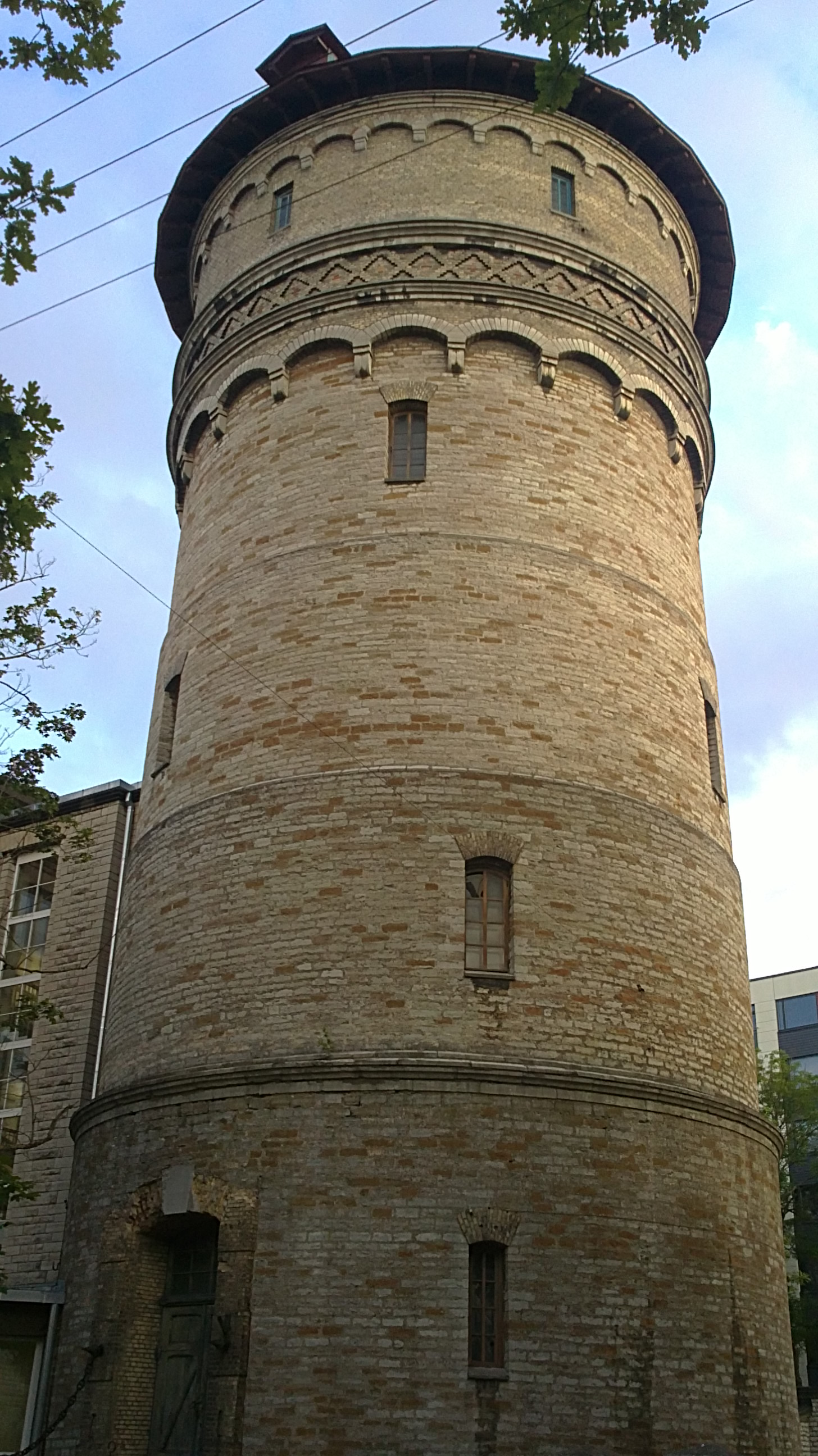
L'ancien château d'eau, rue Tõnismägi.
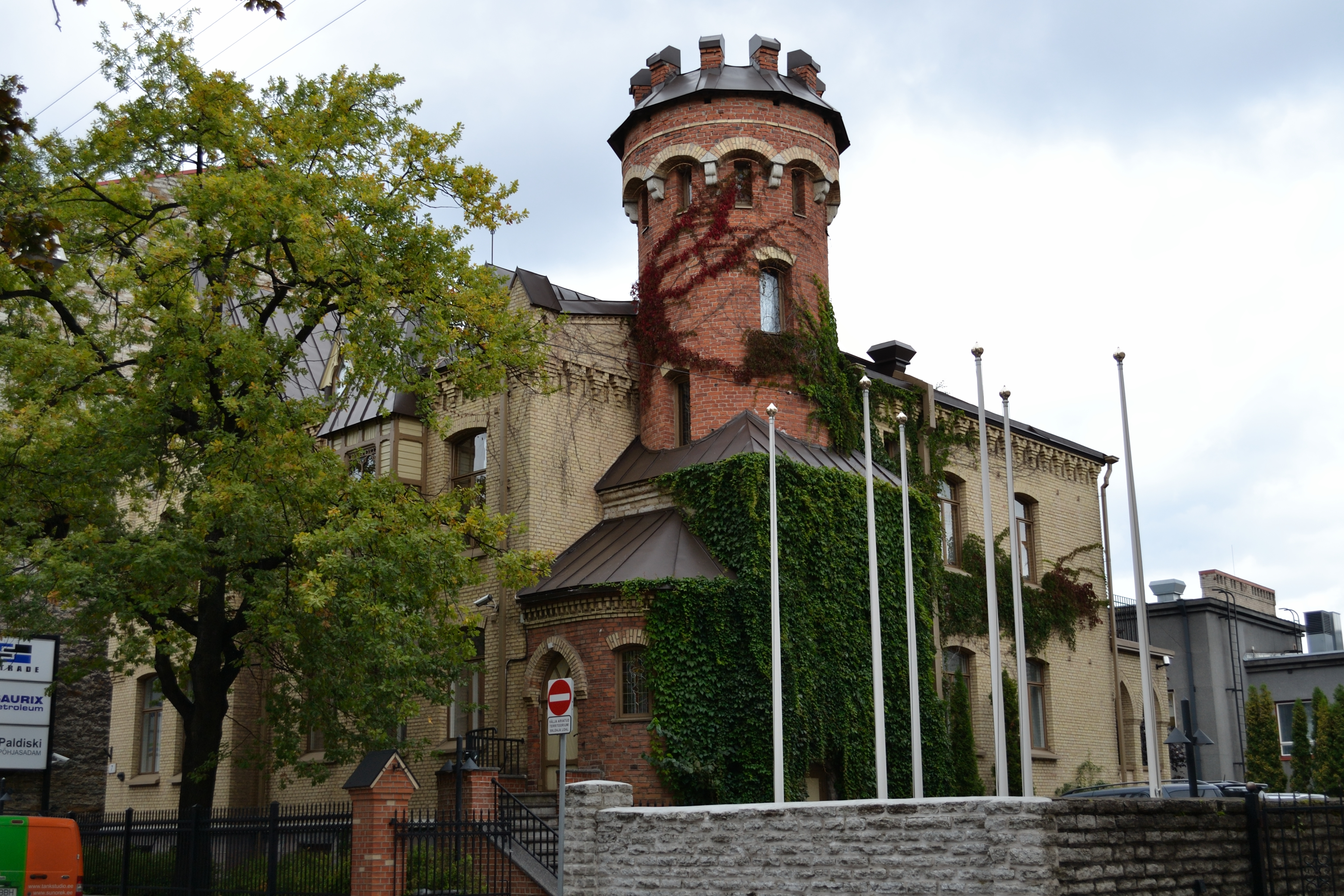
Улица Тынисмяги 7 (1882)
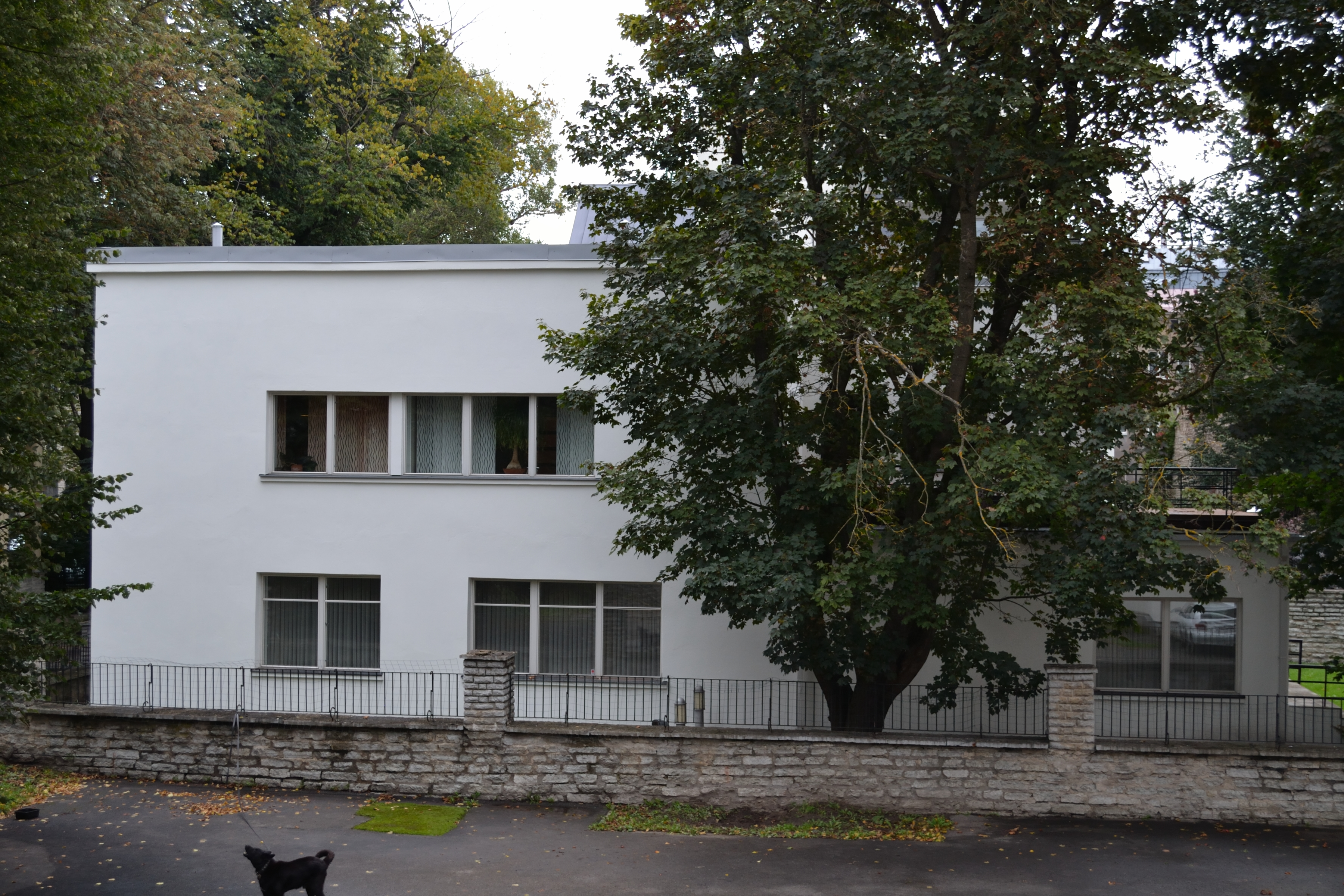
Roosikrantsi 4b
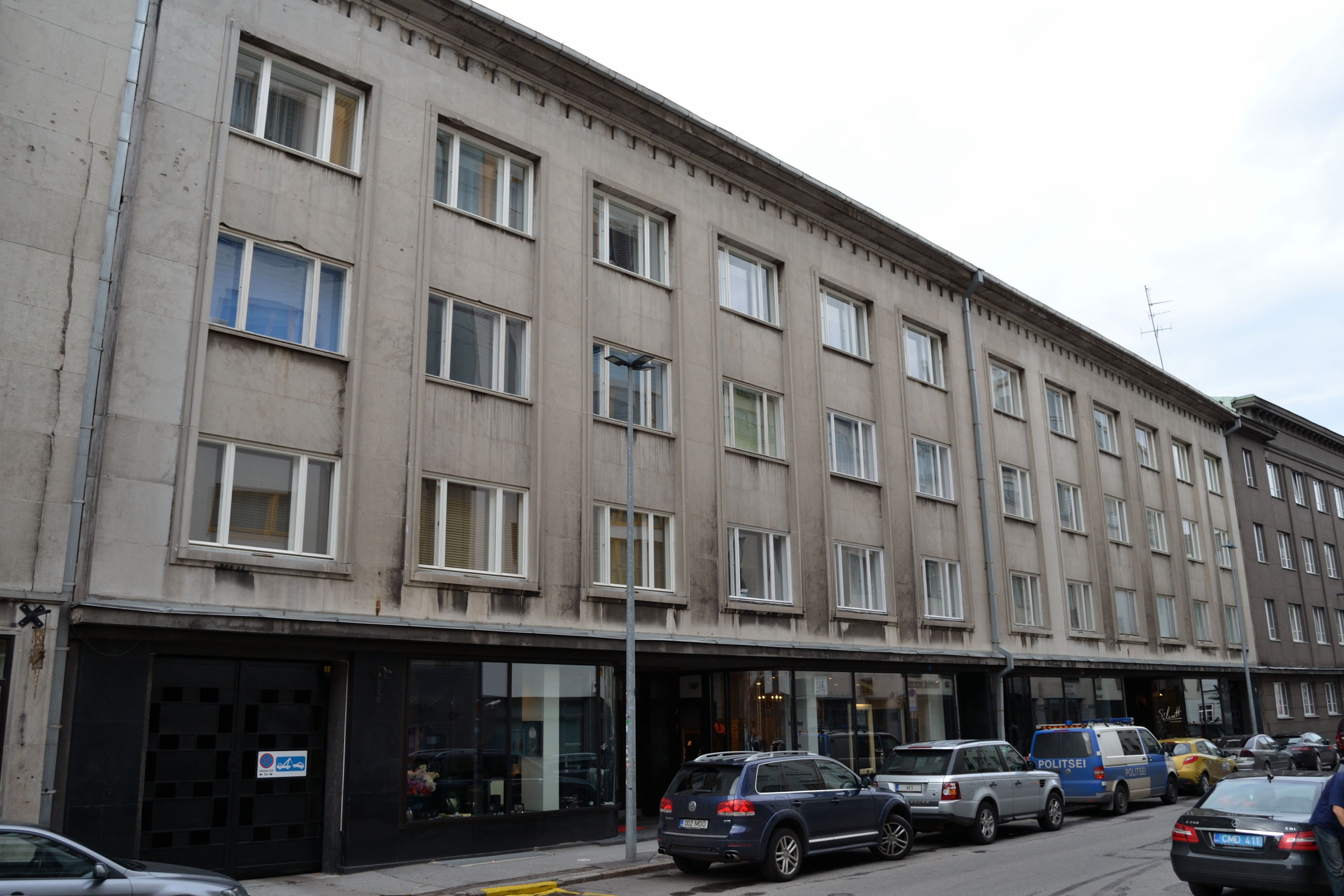
Roosikrantsi 8, 8A.
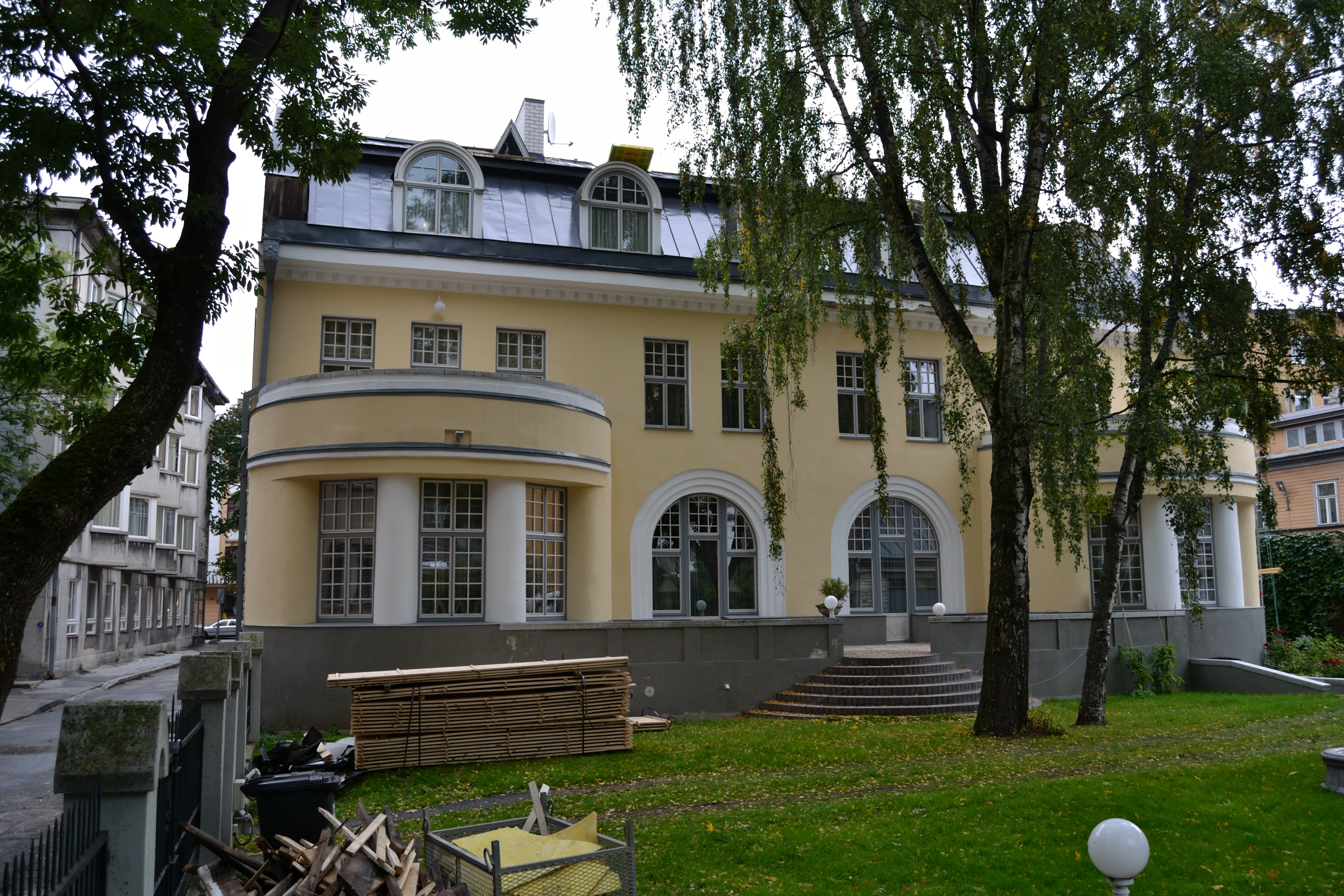
Roosikrantsi 10, 10A.
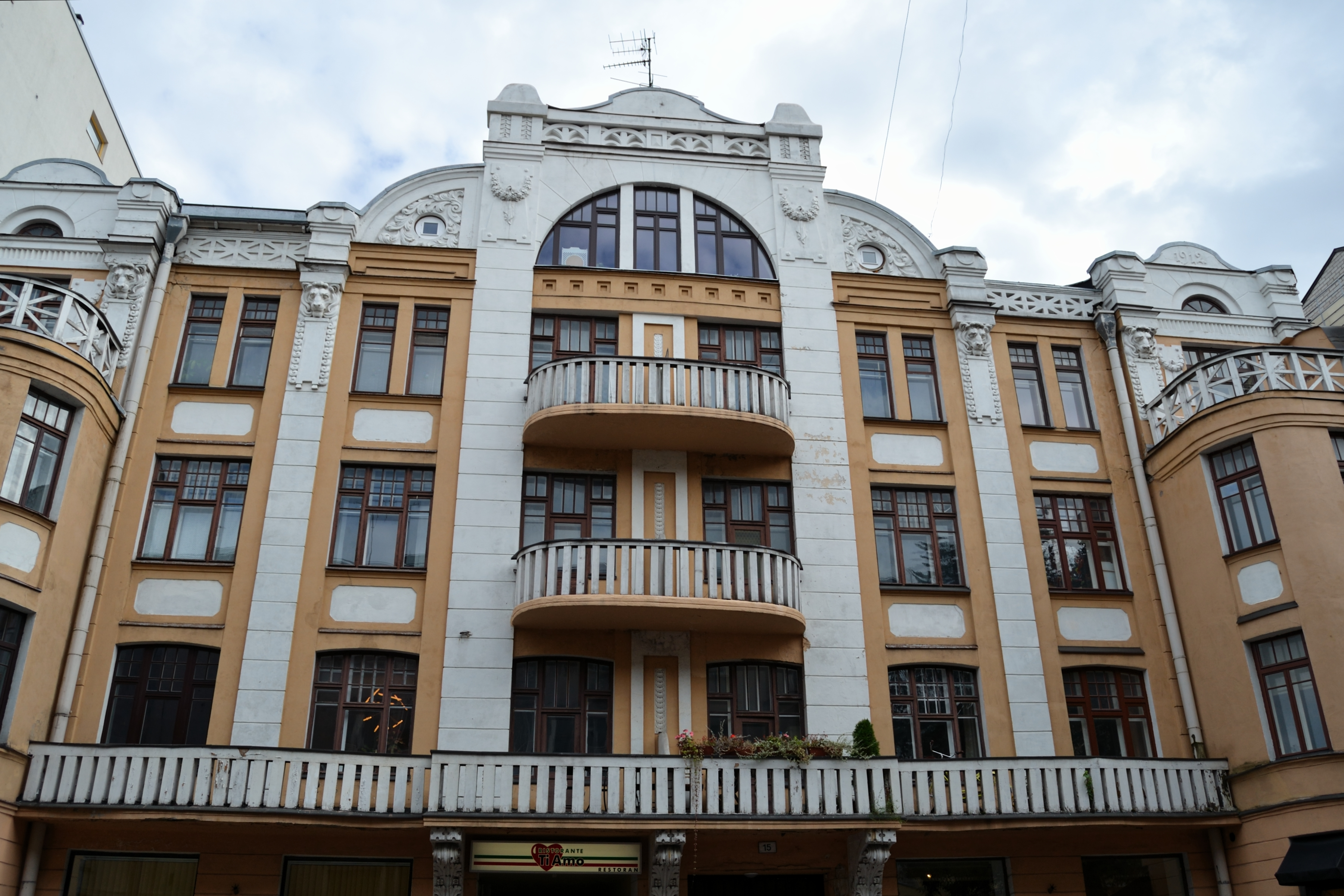
Roosikrantsi 15.
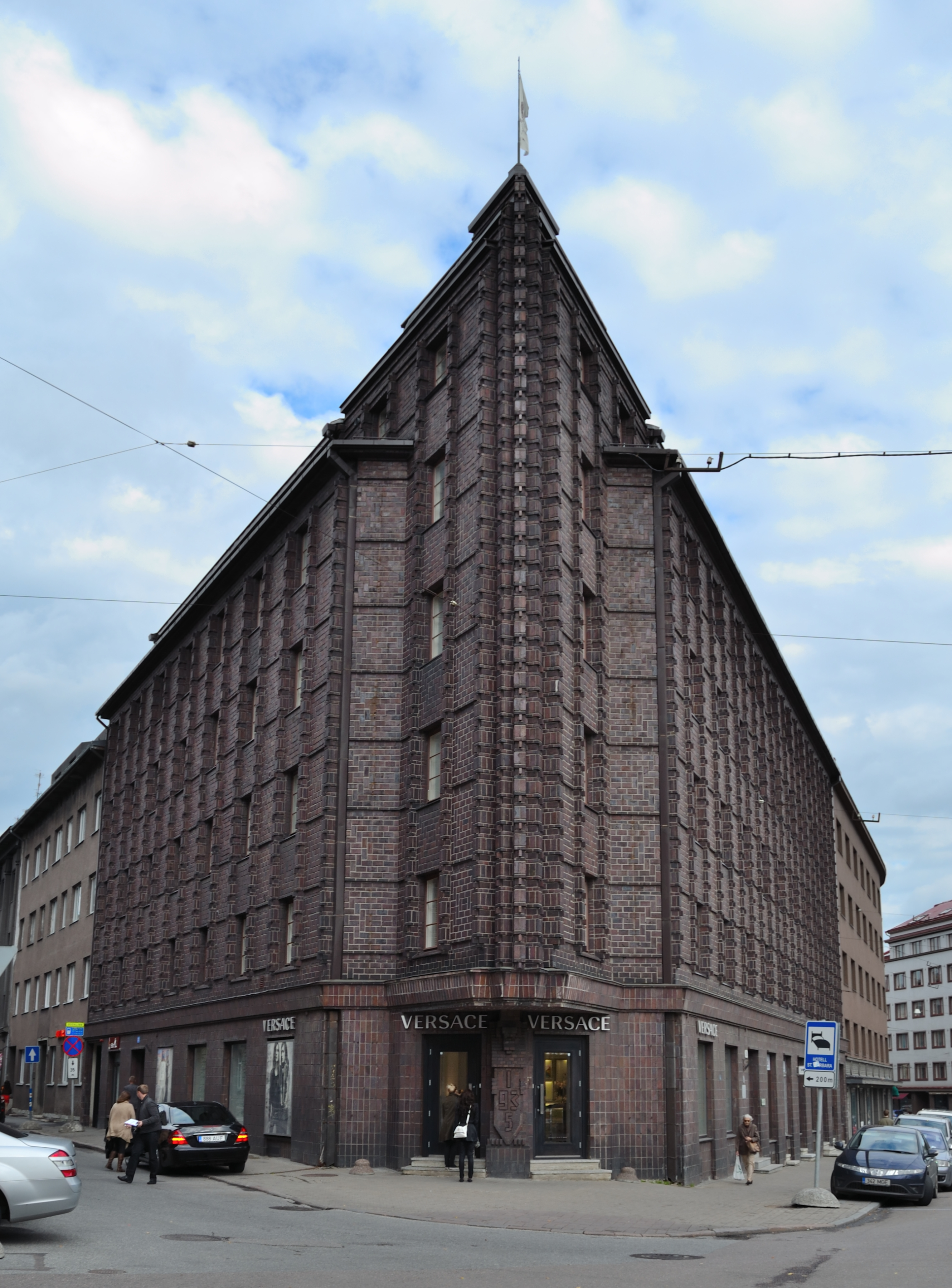
Pärnu mnt 36.
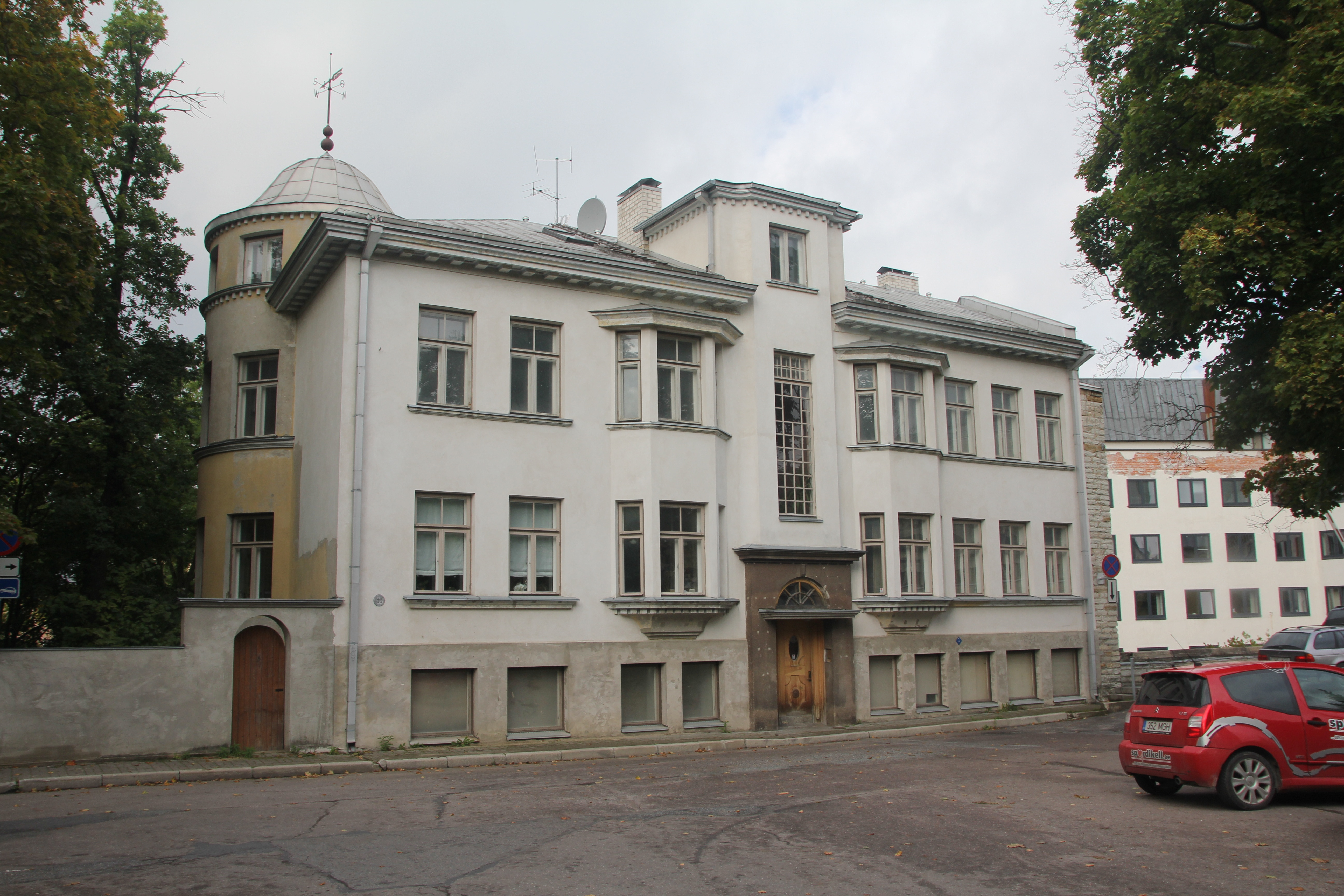
Toom-Kuninga 10.
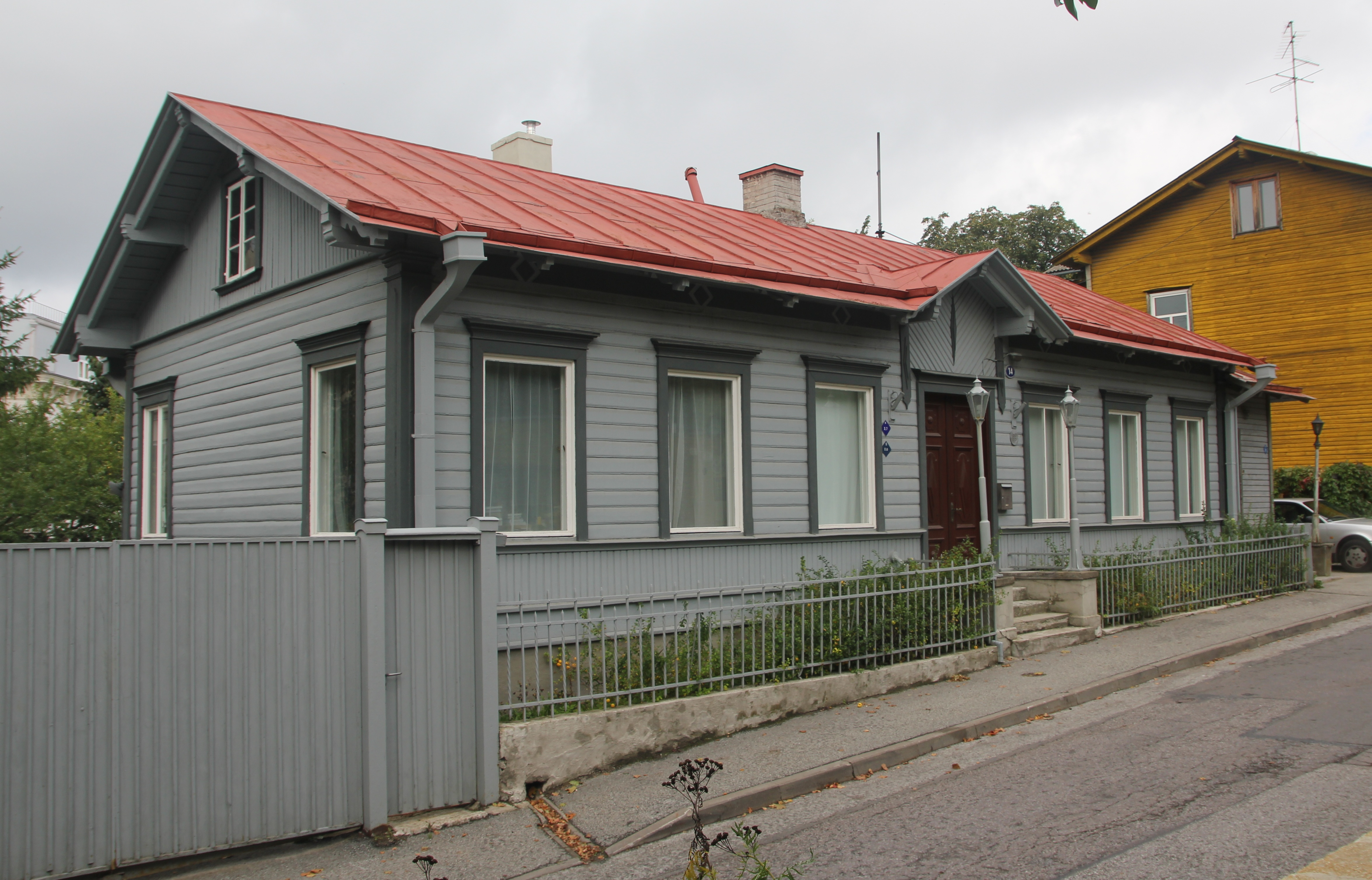
Toom-Kuninga 14.